# تایسوکه هیراموتو
تایسوکه هیراموتو (انگلیسی: Taisuke Hiramoto؛ زادهٔ ۲۱ نوامبر ۱۹۷۴) بازیکن فوتبال اهل ژاپن است.